# 柴田康忠
柴田康忠（日语：柴田 康忠/しばた やすただ、1538年（天文7年）—1593年6月25日（文禄2年5月26日）），安土桃山时代的武将。德川氏家臣。柴田政之之子。通称孙七郎、七九郎。初名重政、政忠。有兄久则、重久、重次。子女包括柴田康长、柴田氏茂、今井九郎左兵卫正室、神保氏胜正室、家臣石川氏正室、大井政吉正室。

## 生平
永禄4年（1561年）起仕于德川家康。永禄6年（1563年）三河一向一揆发生以后，主动从一向宗改宗净土宗、因为在此期间立下的战功从家康处领受“康”字改名康忠。永禄10年（1567年）被家康任命为新设的职位旗本先手侍大将之一。永禄12年（1569年）、因为攻略远州的战功被任命为家老。
元龟3年（1572年）12月的三方原之战和天正3年（1575年）5月的长篠之战中都作为先锋立下了战功。
天正10年（1582年）3月的甲州征伐中收服了很多武田旧臣。6月发生本能寺之变，织田信长横死的同时，康忠被任命为甲州奉行，为了加强对旧武田领的统治，驻守在诹访郡高岛城，和依田信蕃共事。天正13年（1585年）参加第一次上田合战，也和依田一同平定了佐久地方。
天正18年（1590年）小田原征伐后随家康移封关东，和大久保忠世一同负责上总国的民政。
天正19年（1591年）受封武藏国菖蒲（现在的埼玉县久喜市）和私市（现在的加须市），共计5000石。文禄2年（1593年）5月去世，享年56岁，墓地位于埼玉郡樋之口村（现在的久喜市）。之后被儿子康长改葬于今泉村（现在的上尾市）十连寺。